# 霧峰南天宮
霧峰南天宮，是位於臺中市霧峰區的媽祖廟，前身為霧峰林家公廳，主祀俗稱「阿罩霧媽祖」的天上聖母，每年農曆三月十三旱溪媽祖遶境十八庄抵達霧峰時舉辦「阿罩霧媽祖文化節」。

## 沿革

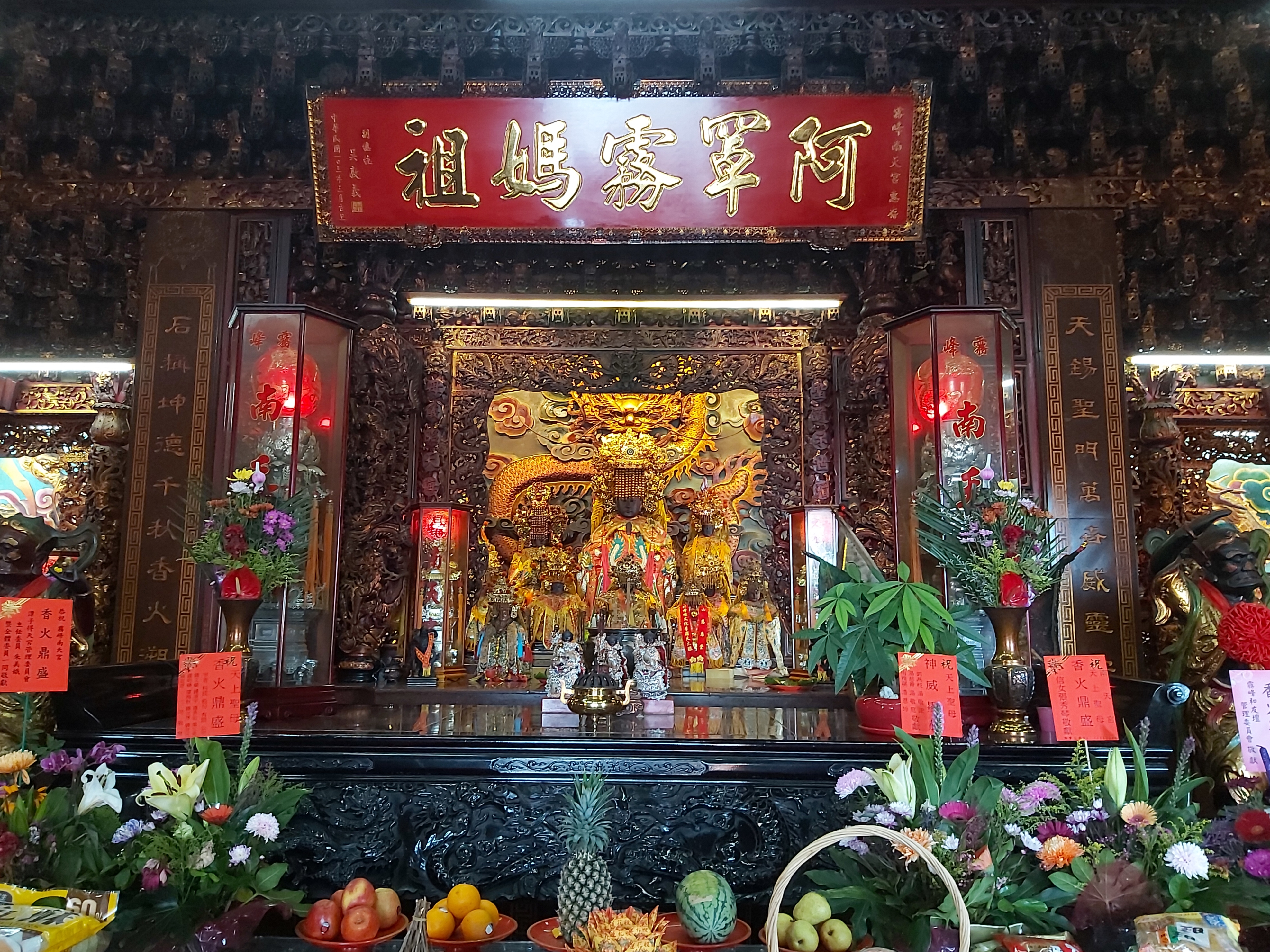
阿罩霧媽祖

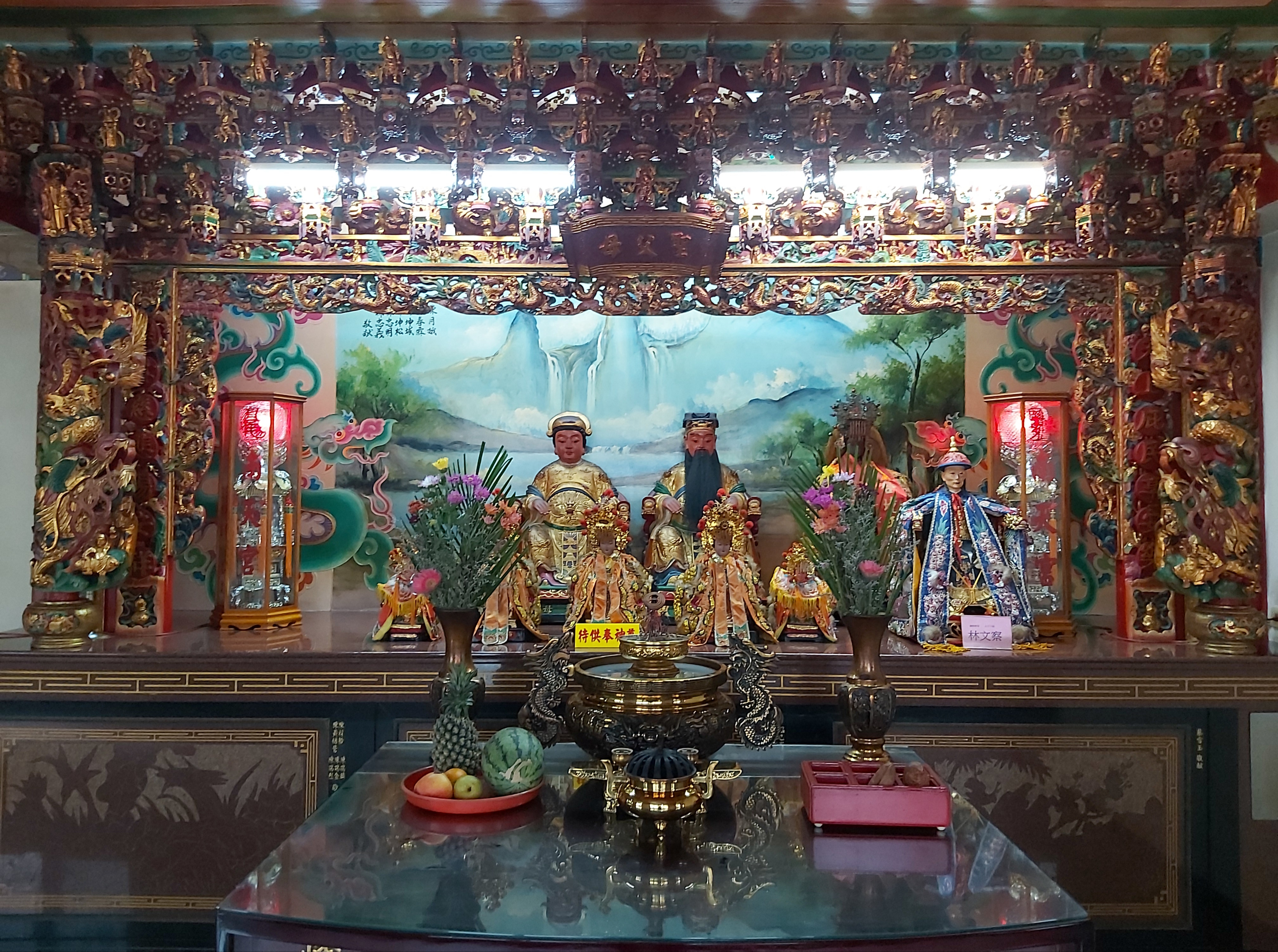
聖父母殿暨林文察神尊

清同治二年（1863年），時任福建陸路提督的霧峰林家族長林文察奉命率兵自中國大陸回臺灣平定戴潮春之亂，同時自漳州府恭奉媽祖神尊登船護佑艦隊，時稱「船頭媽」。亂平後，該神尊安奉在霧峰林家宅園內供林家族人祭祀。其後林文察母親林戴蔥娘在林宅宮保第後方搭建土角磚覆薄瓦平屋建築，稱「庄內公廳」，將媽祖移奉至公廳供庄民祭拜。至日治末期拆除改建為木造鉛瓦建築。1970年改建為廟宇，拆除原本的公廳，1972年完成廟身主殿，入火安座。1975年，增建鐘、鼓樓及辦公室、儲藏室。1988年，廟方購得後方土地增建三層樓後殿，作多功能會議室、觀音殿、玉皇殿等用途。1997年購得龍邊土地增建辦公大樓，1999年完成後逢九二一大地震，鐘、鼓樓倒塌，於2000年完成重建。2006年，購得虎邊土地興建現代化廁所，2010年竣工。2007年、2009年陸續購得周邊土地而興建龍邊三層樓殿宇，增闢太歲殿、聖父母殿、註生娘娘殿、月老殿、斗姥殿、五路財神殿及文昌殿，2012年完竣。2014年興建文教大樓並擴建廟埕，形成現今格局。2021年，復刻「剛愍公」林文察神尊供信眾祭祀。

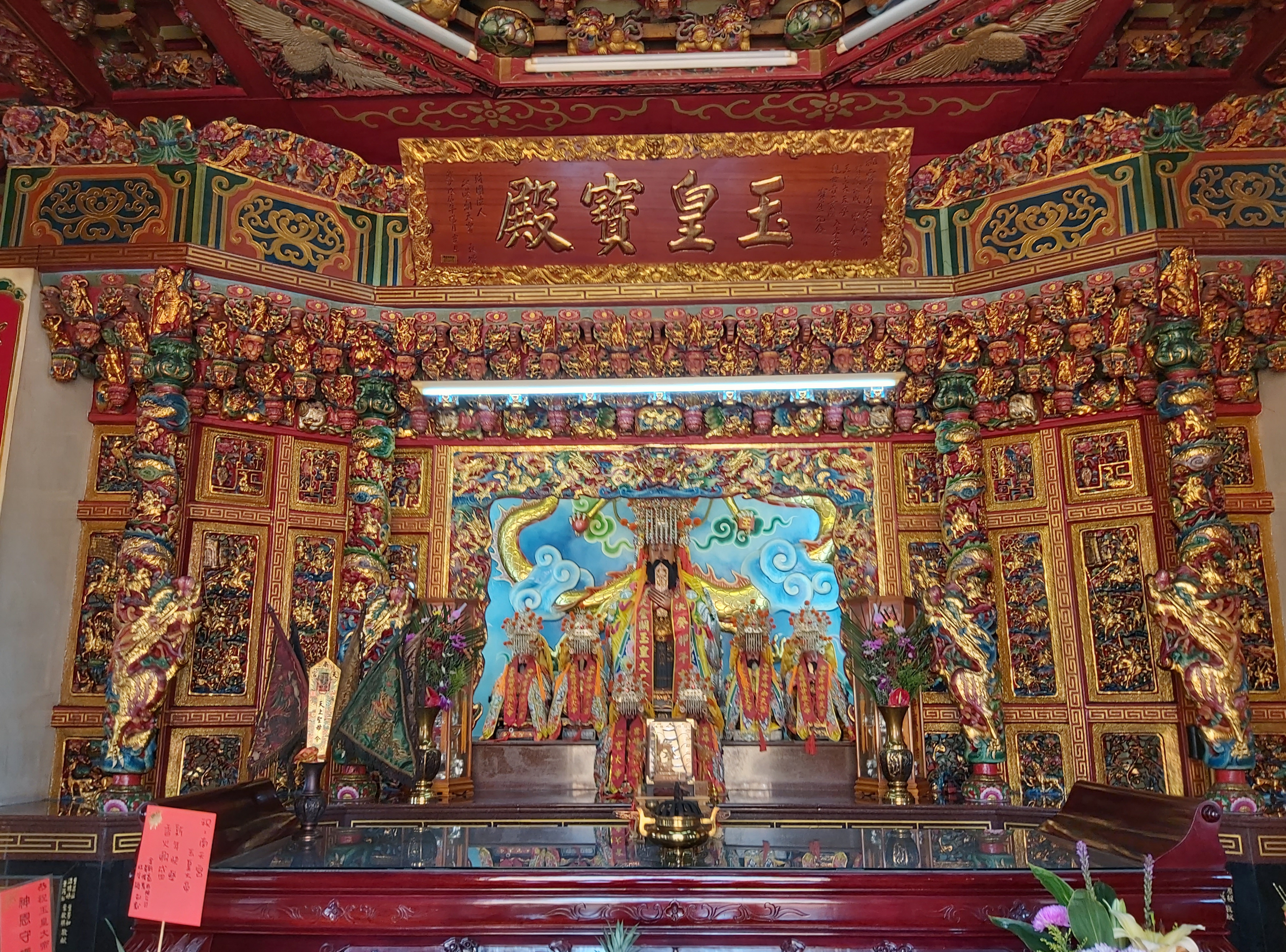
玉皇寶殿
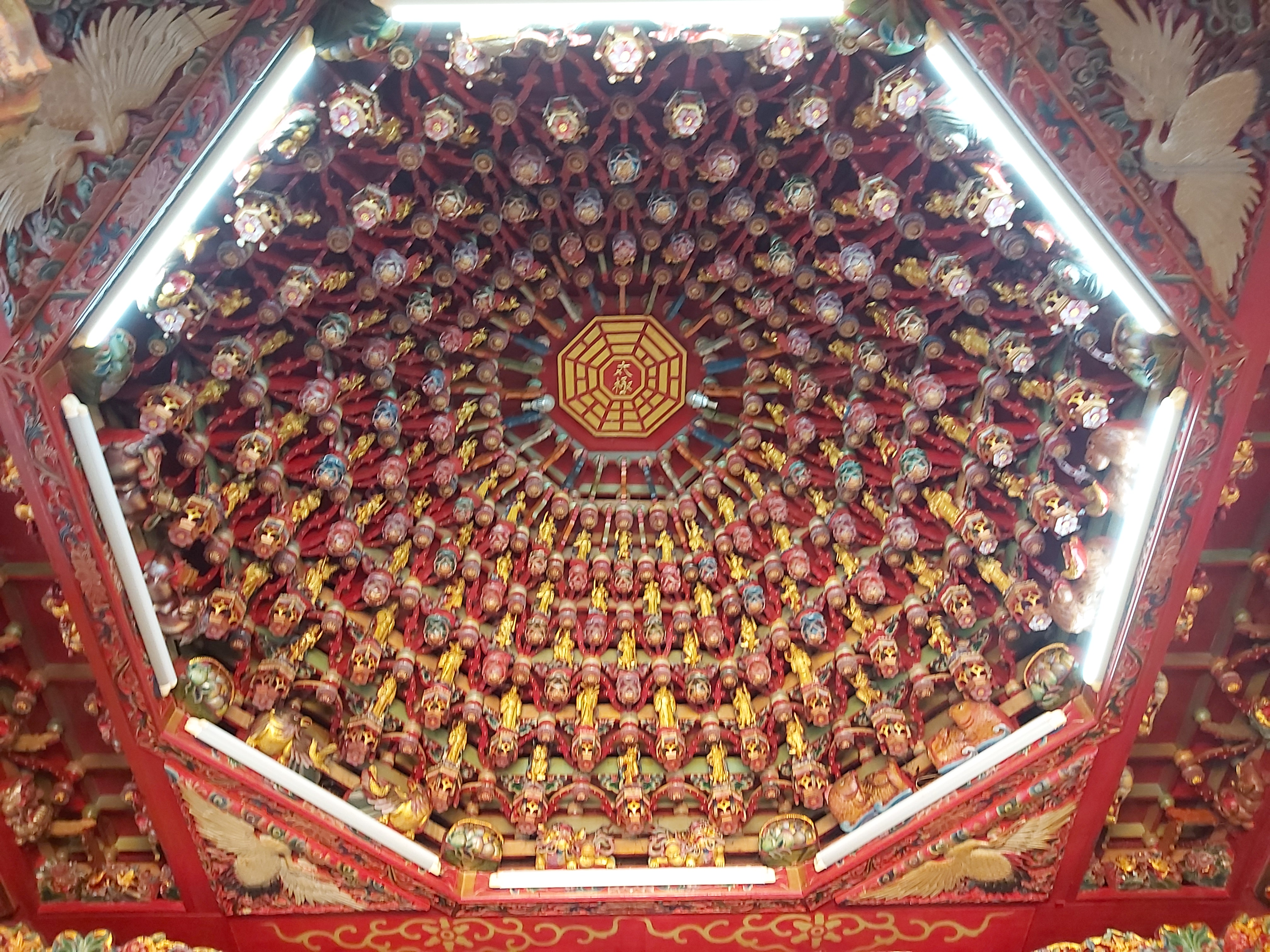
玉皇寶殿藻井
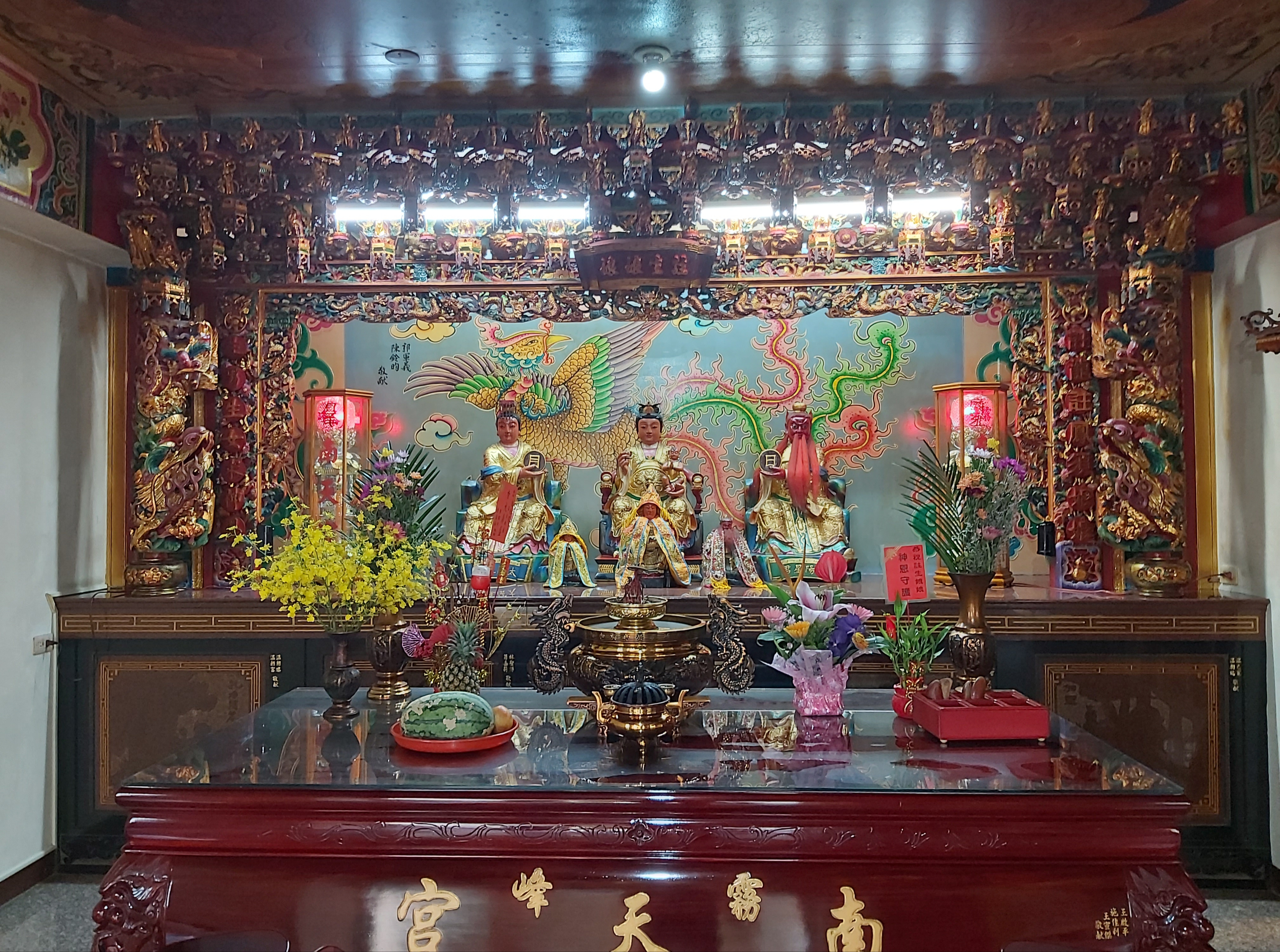
註生娘娘
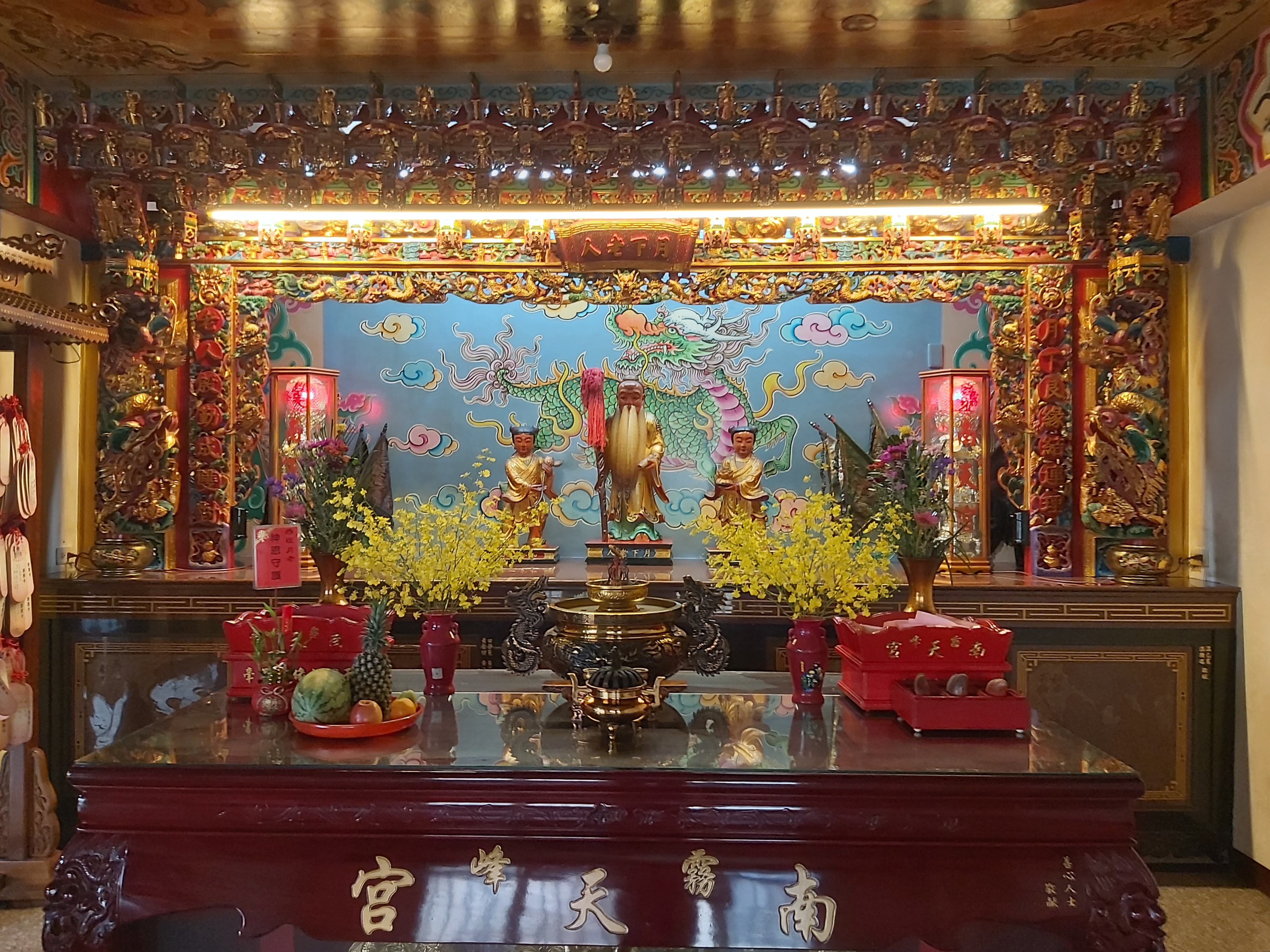
月下老人
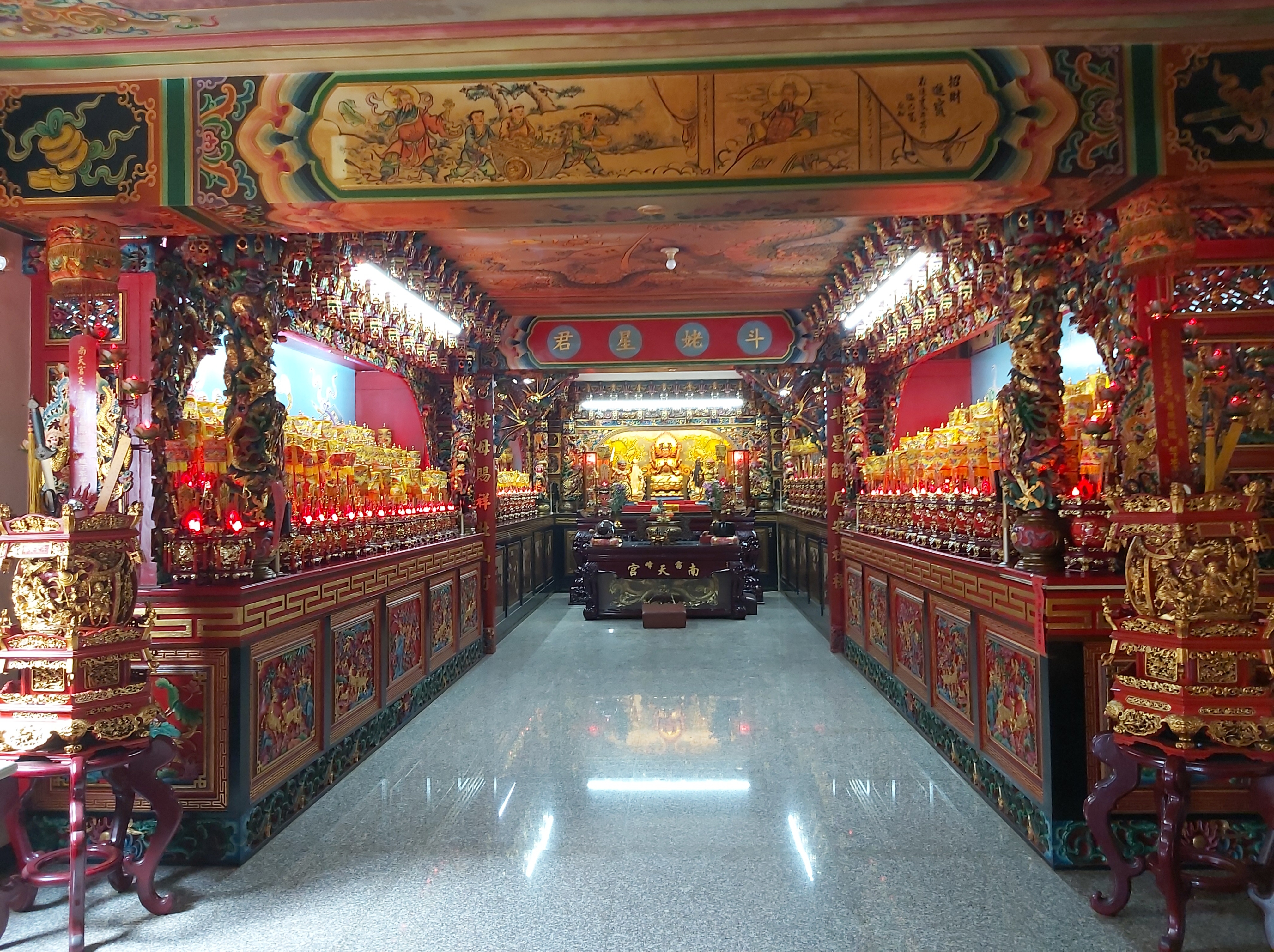
斗姥星君
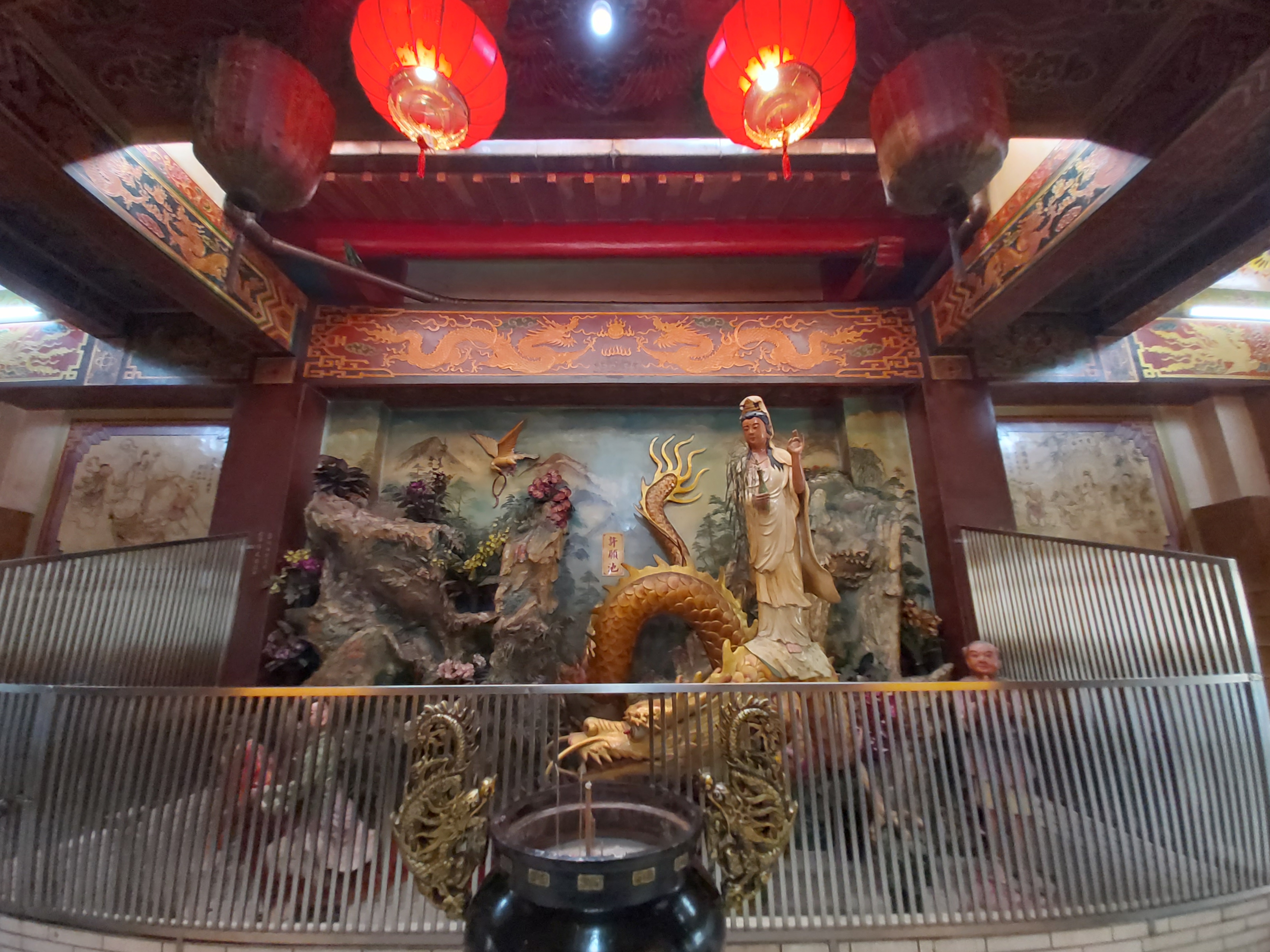
許願池
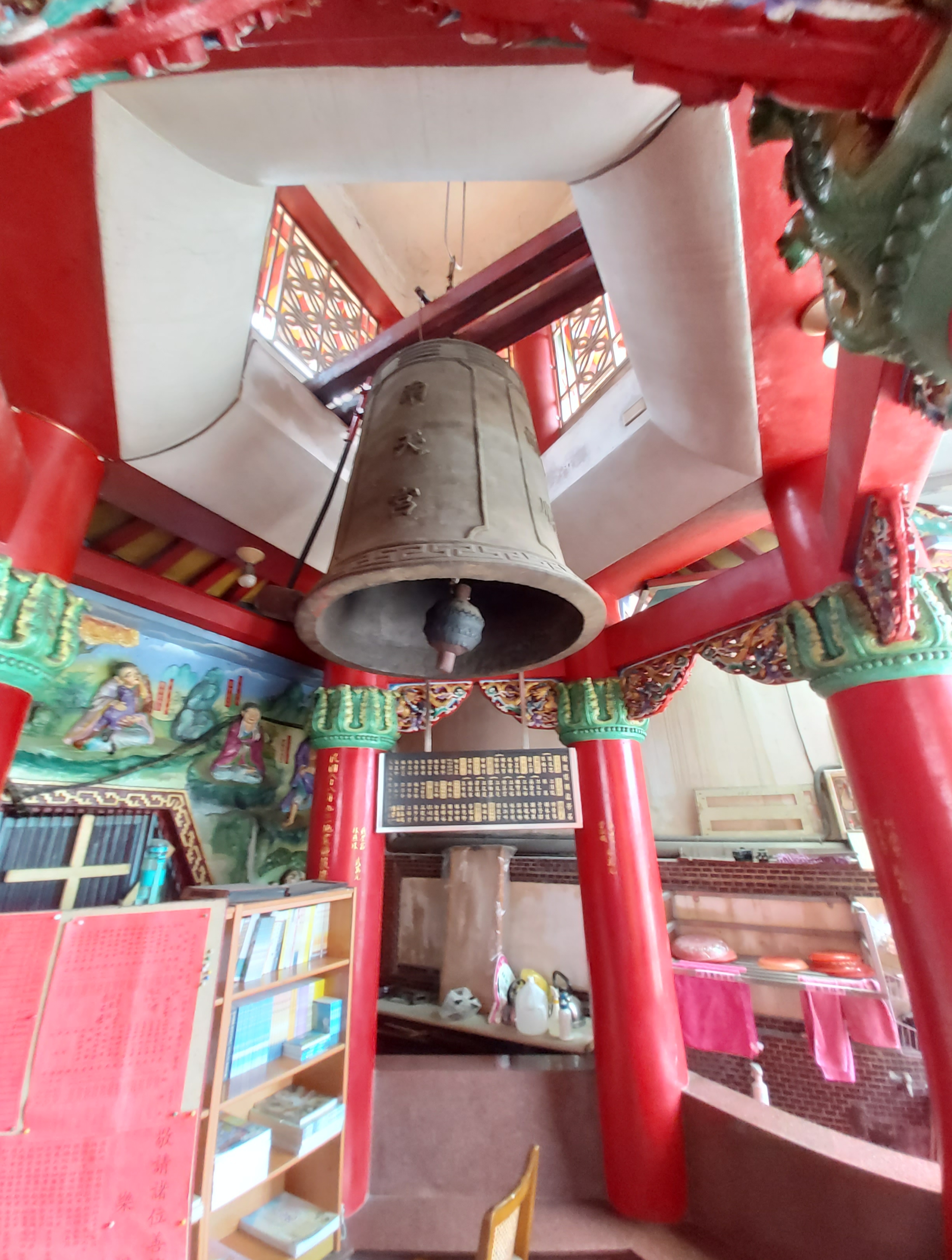
鐘樓
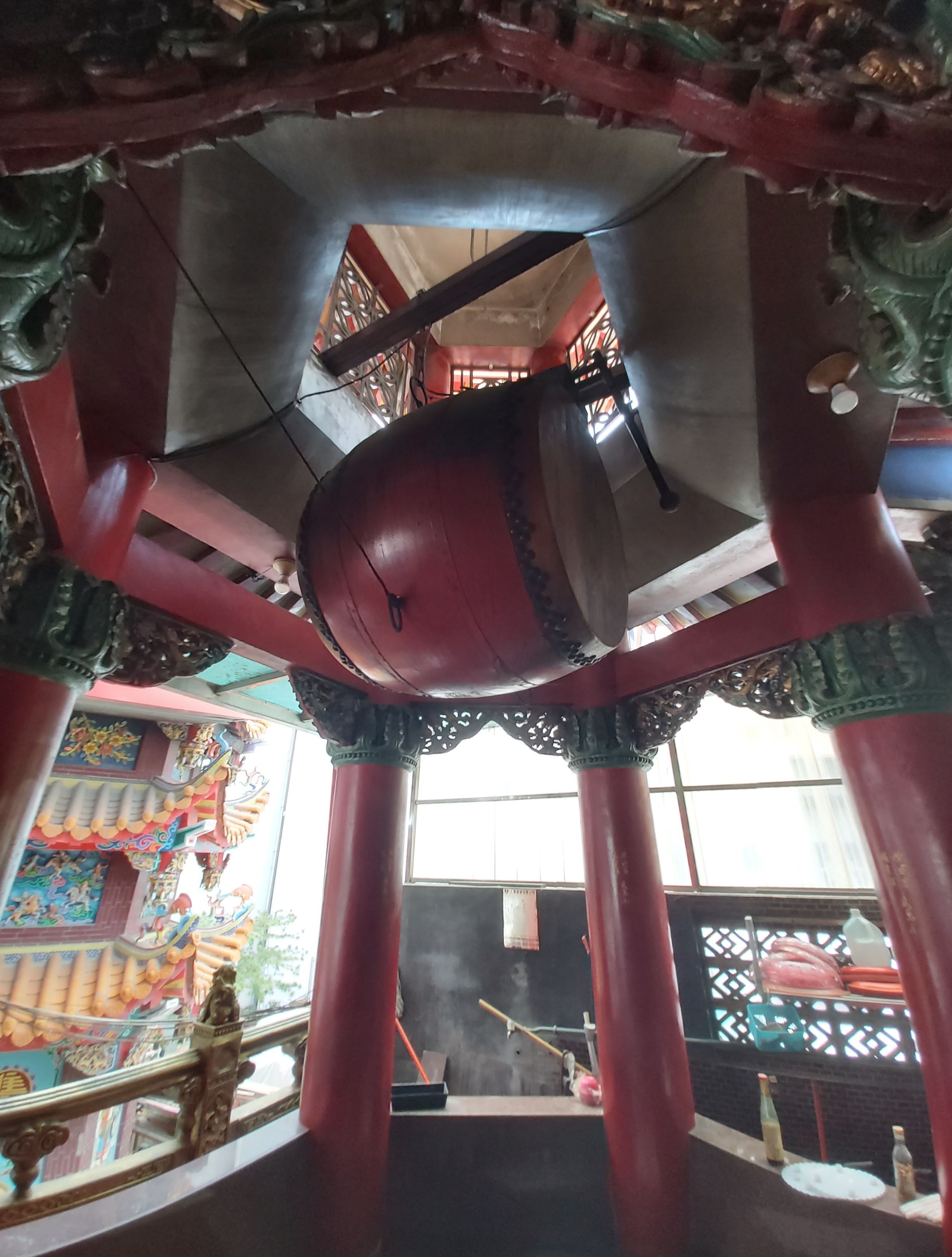
鼓樓

## 祀神
霧峰南天宮主祀天上聖母，祔祀千里眼、順風耳，左側神壇奉祀城隍爺和福德正神，右邊供奉太歲星君；除此之外，也奉祀中壇元帥、觀世音菩薩、藥師佛、巧聖仙師、註生娘娘、玉皇大帝、三官大帝、玄天上帝、文昌帝君、關聖帝君等神明。

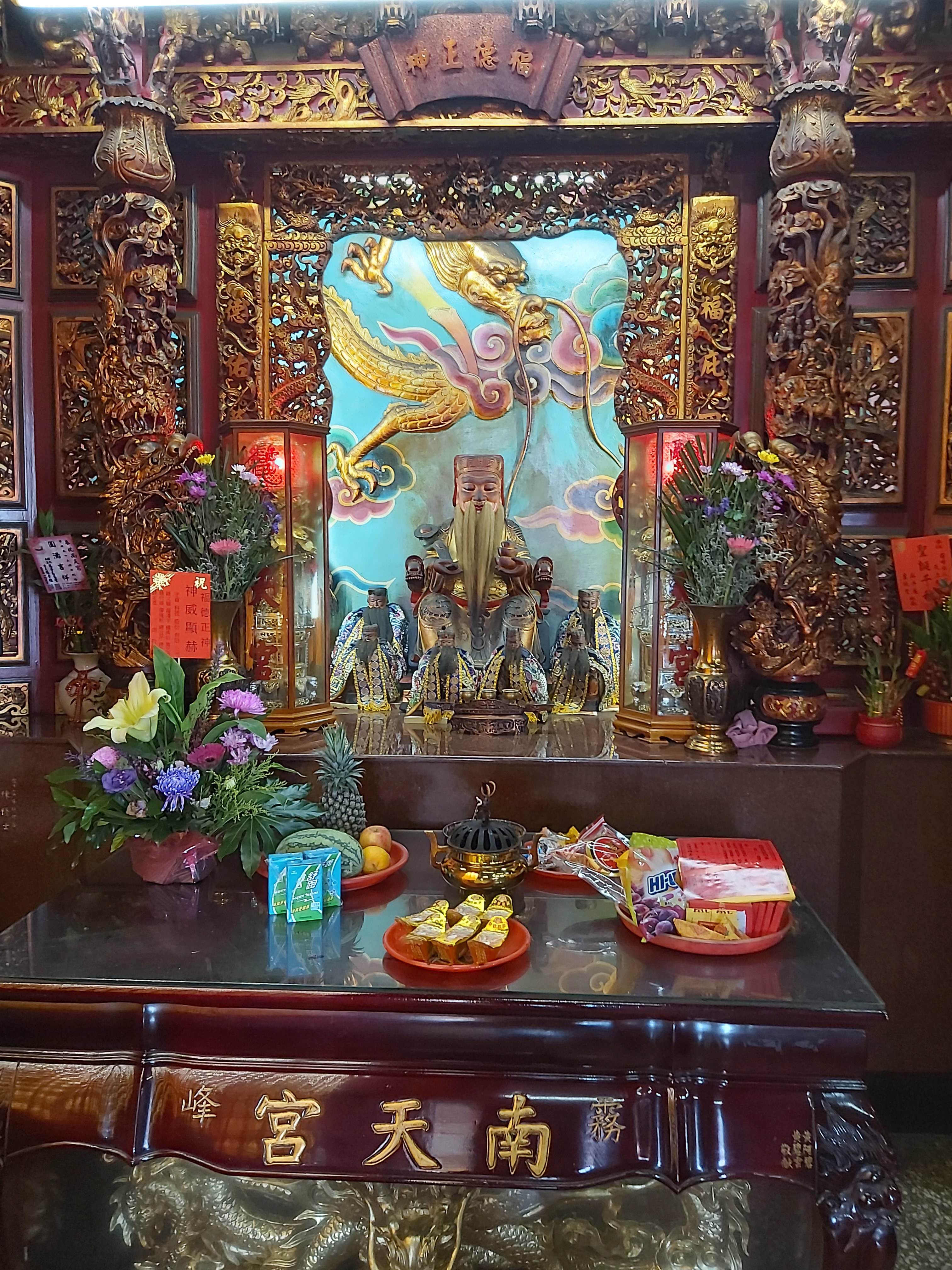
福德正神
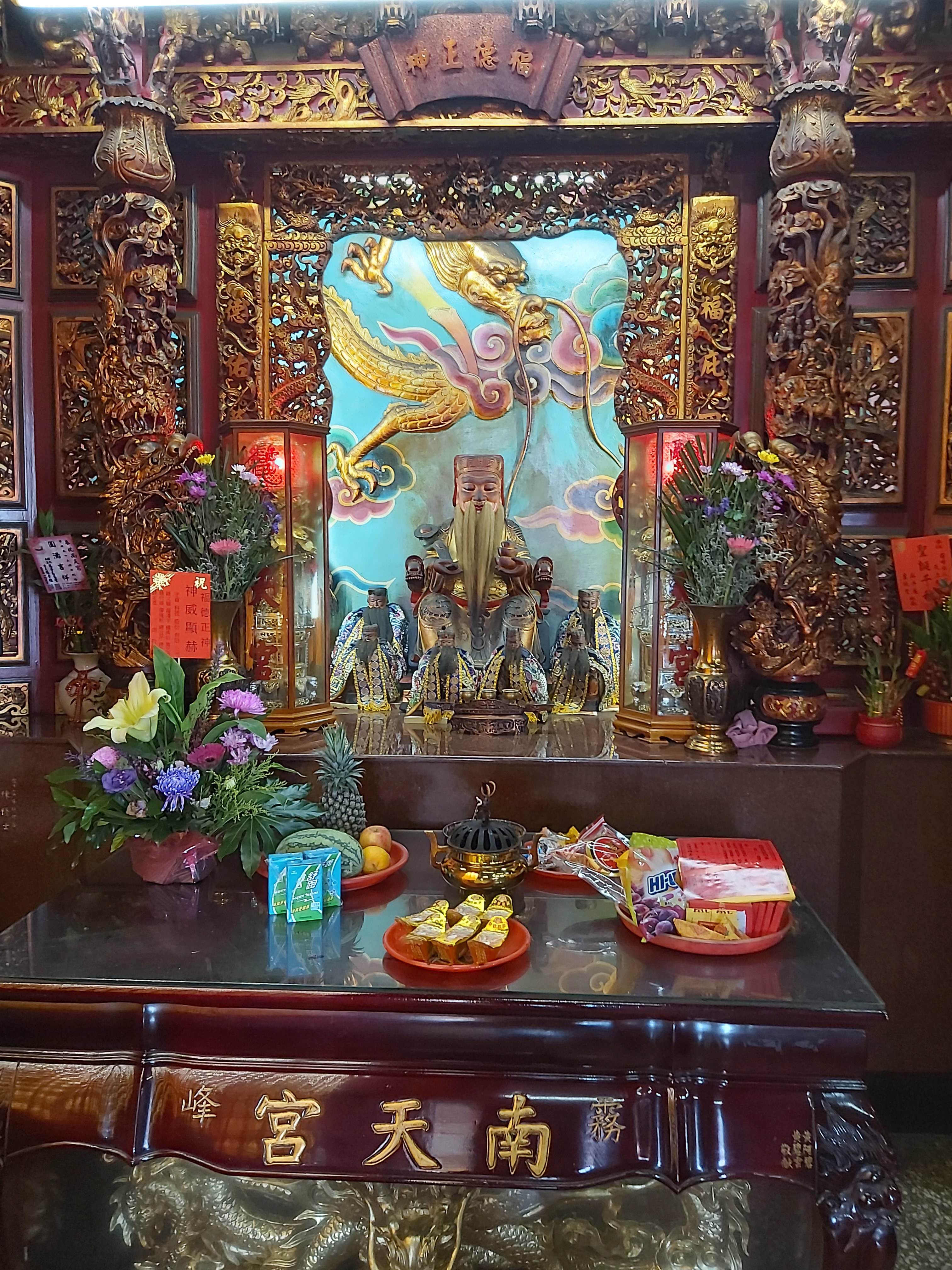
城隍爺
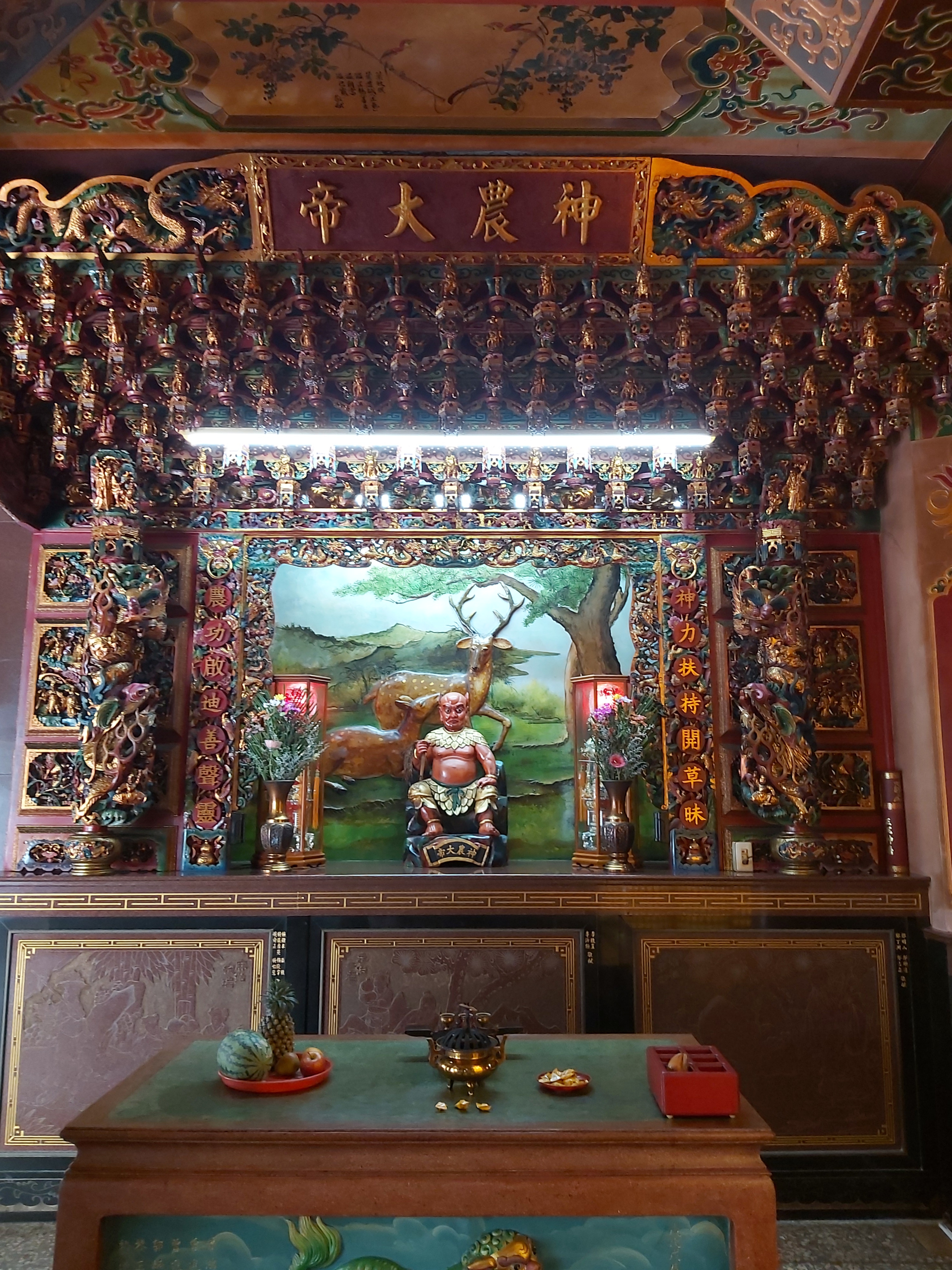
神農大帝
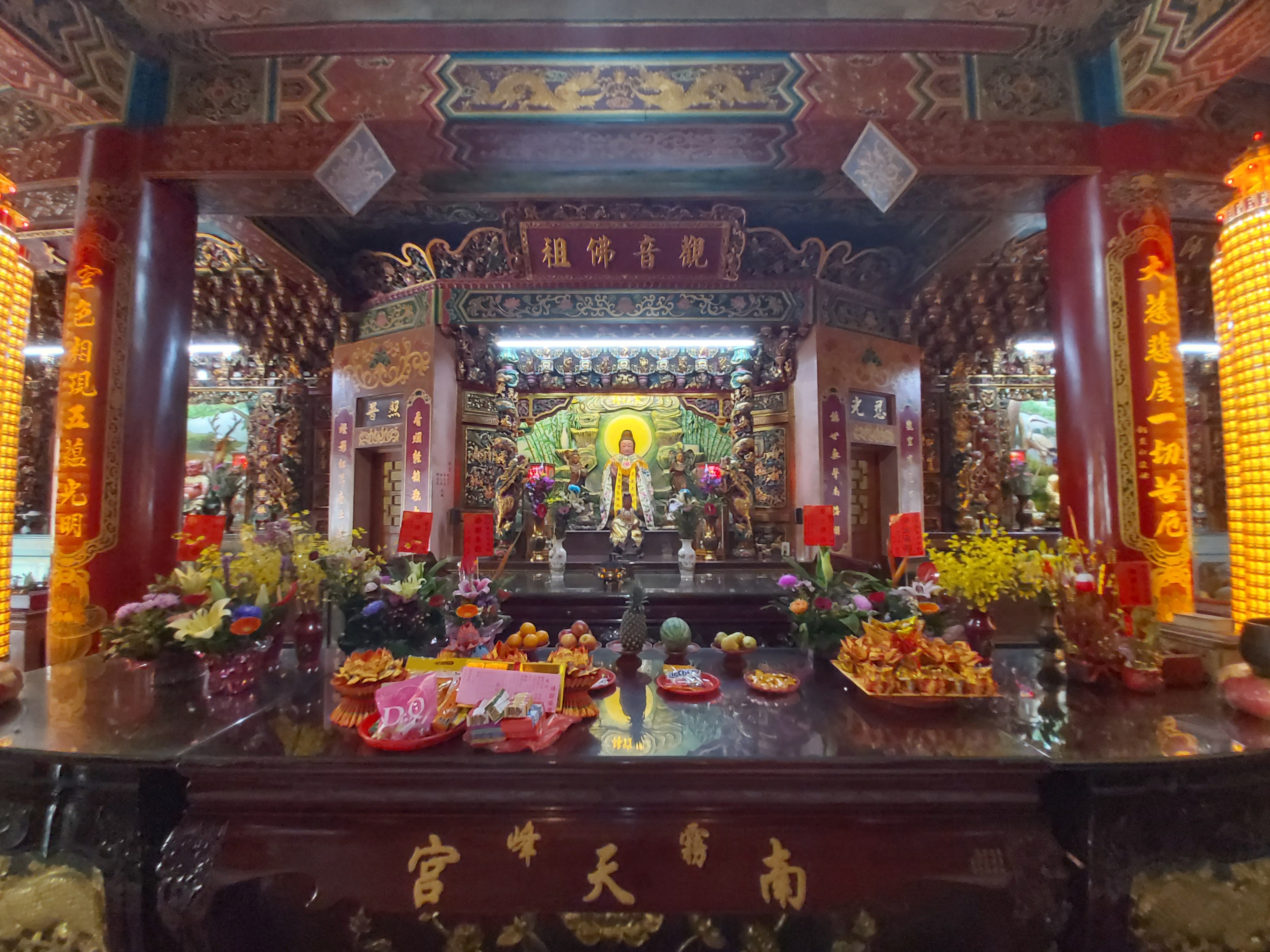
觀音佛祖
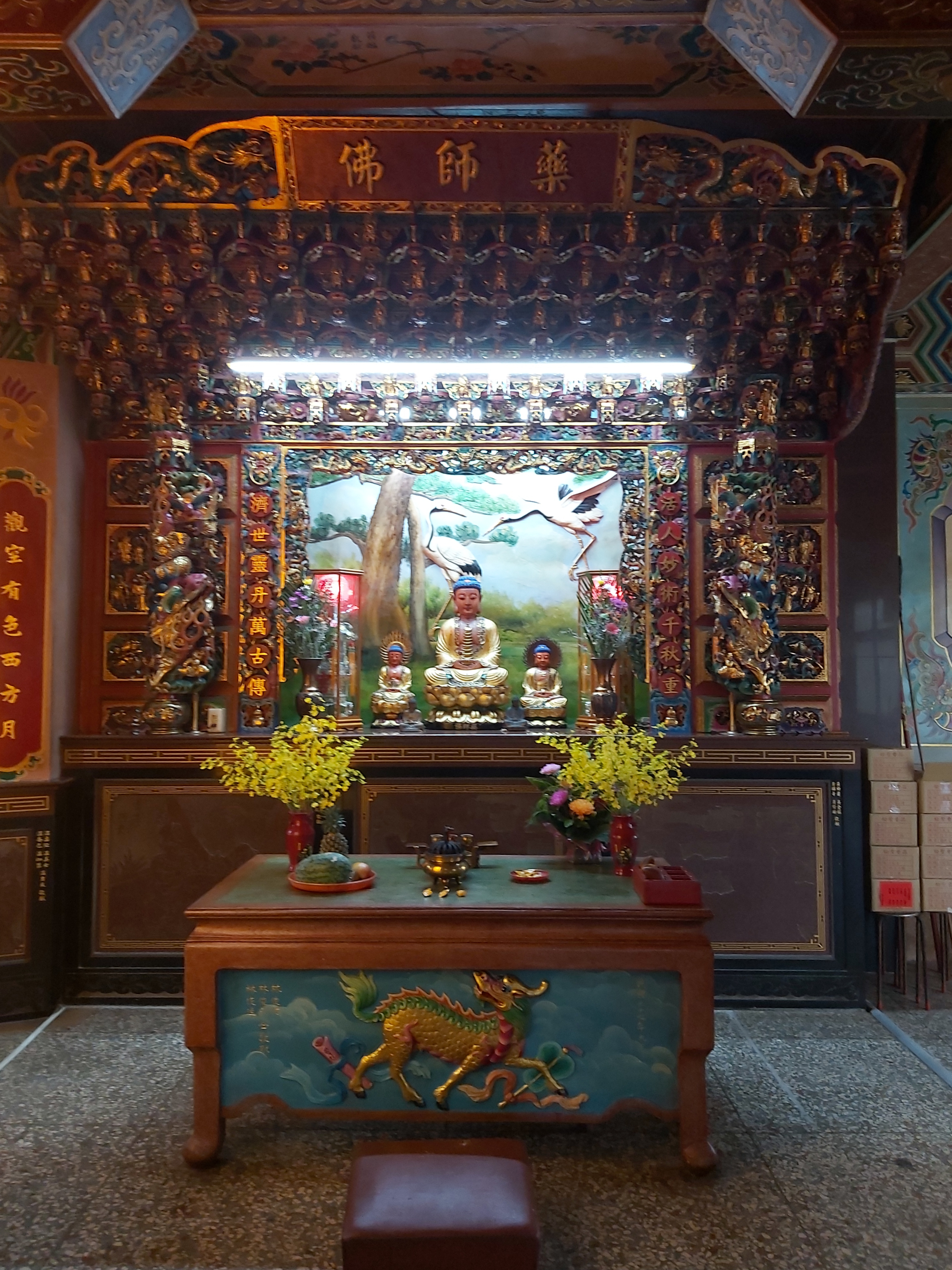
藥師佛
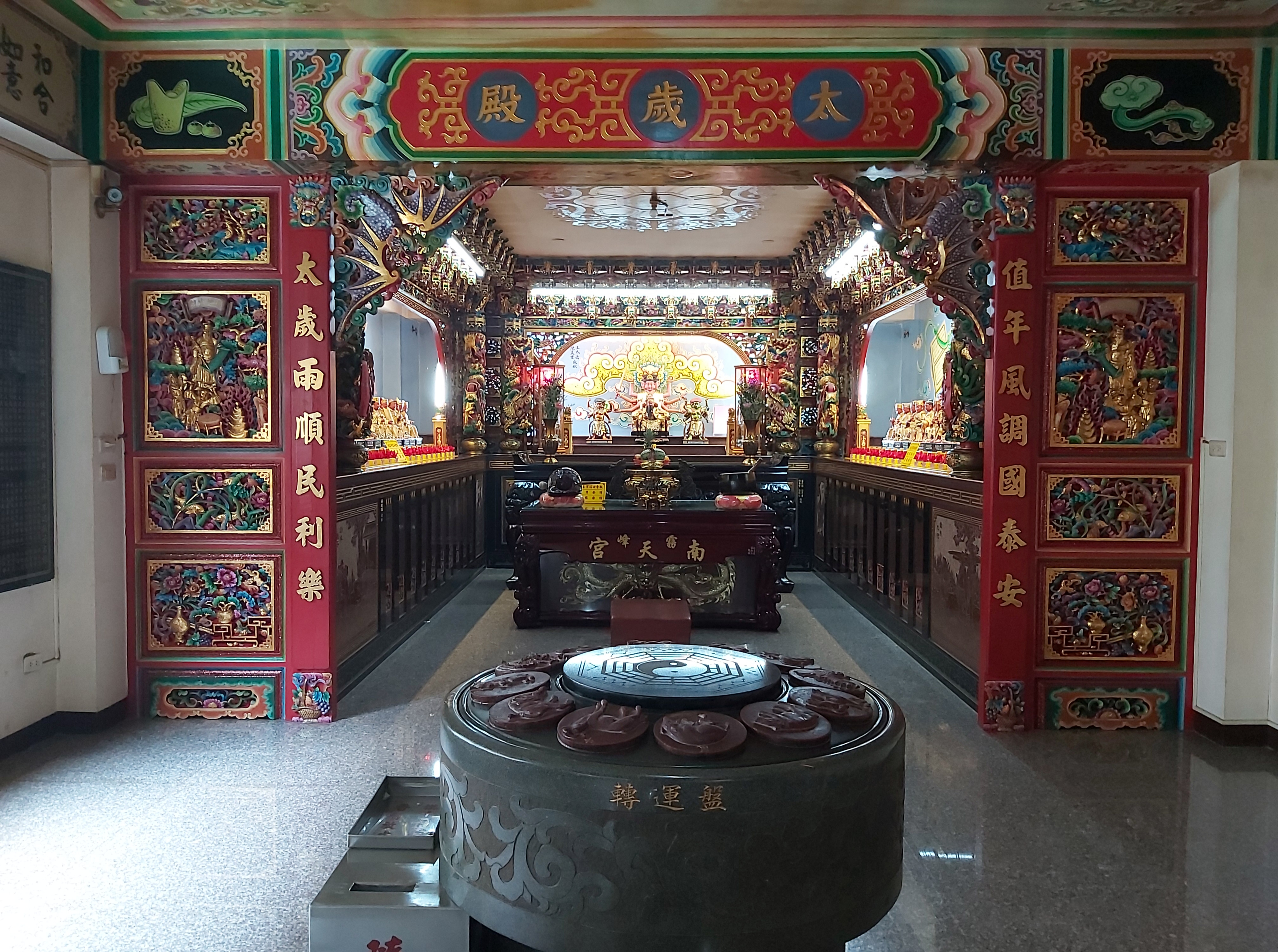
太歲星君
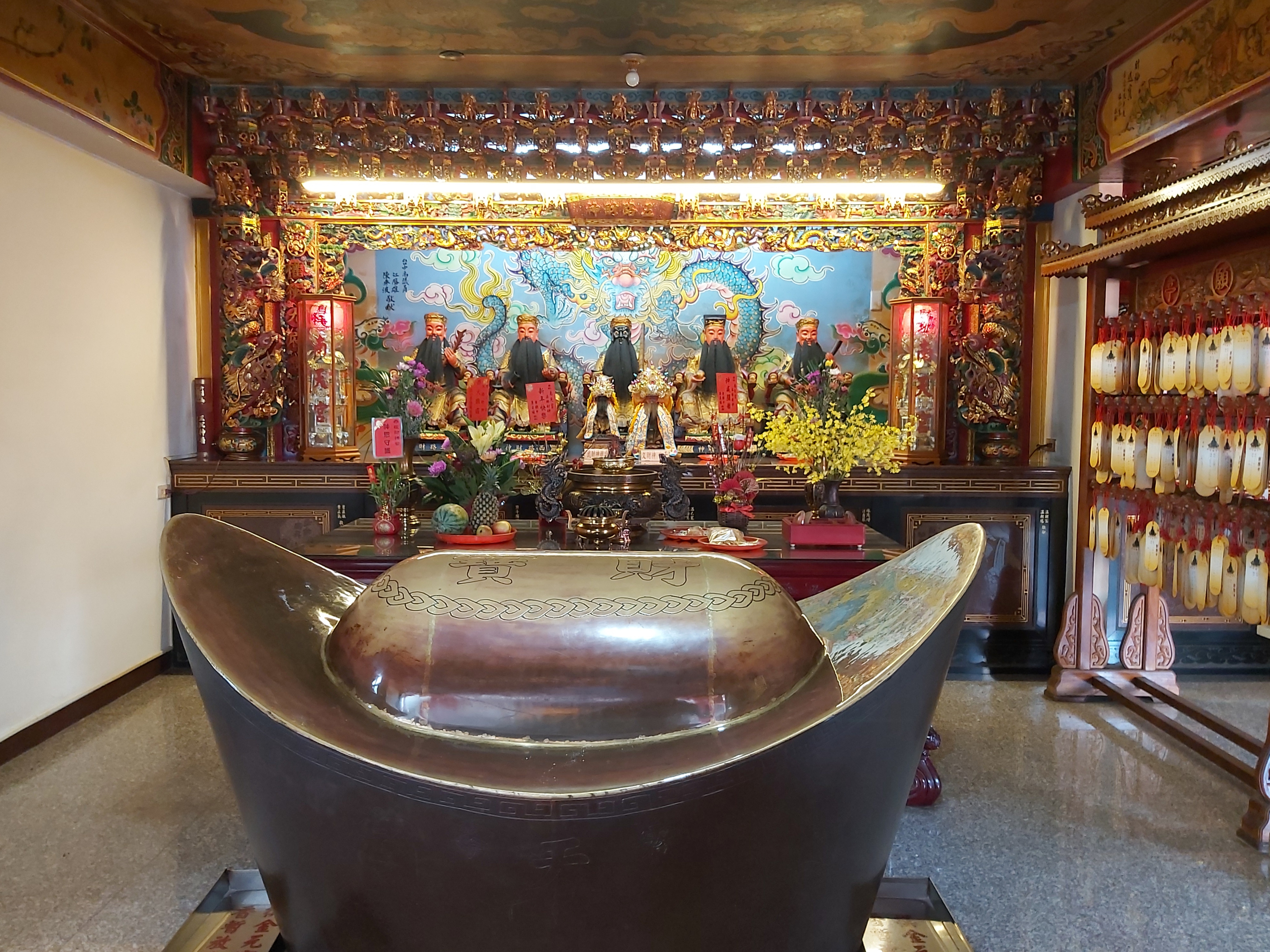
五路財神
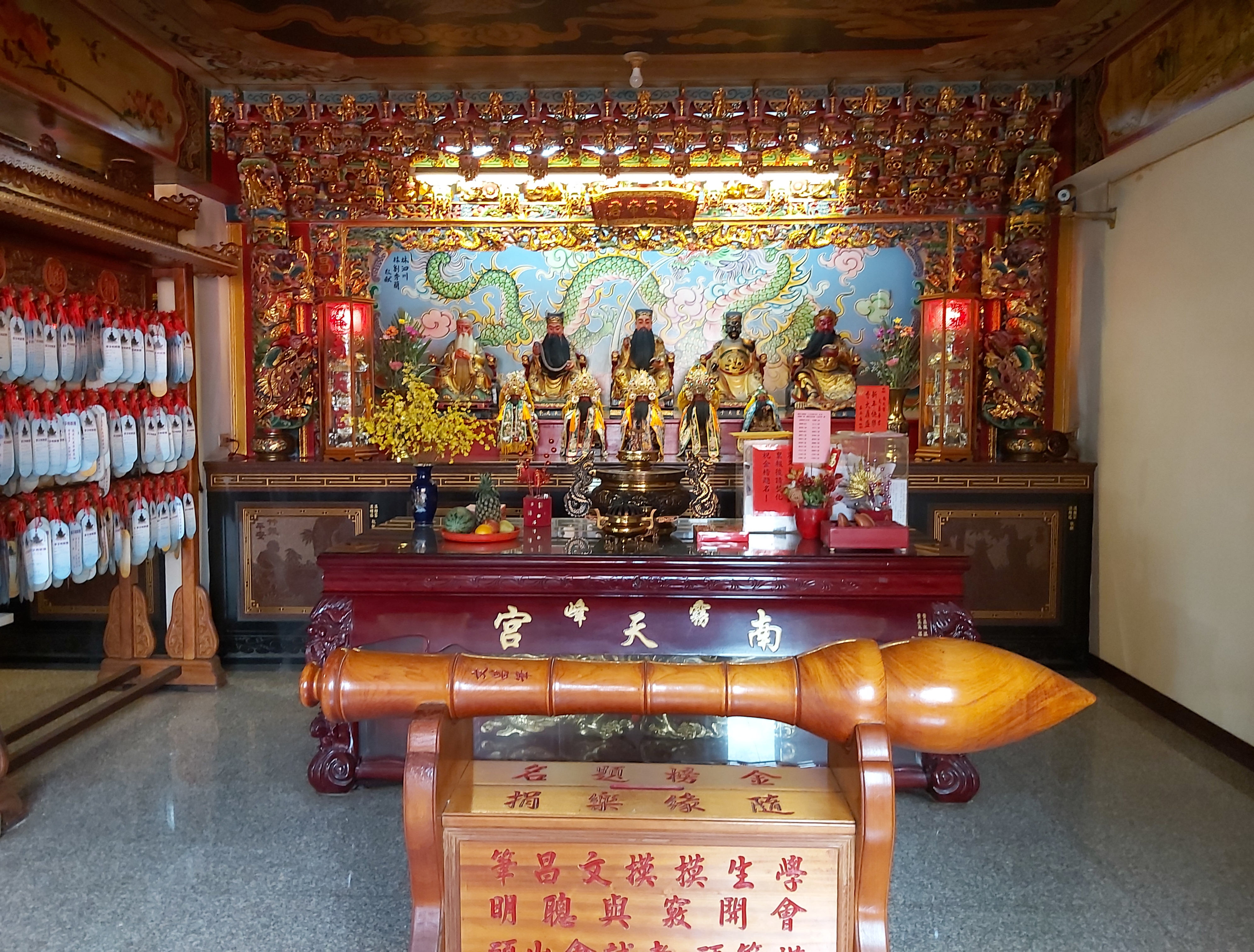
文昌帝君
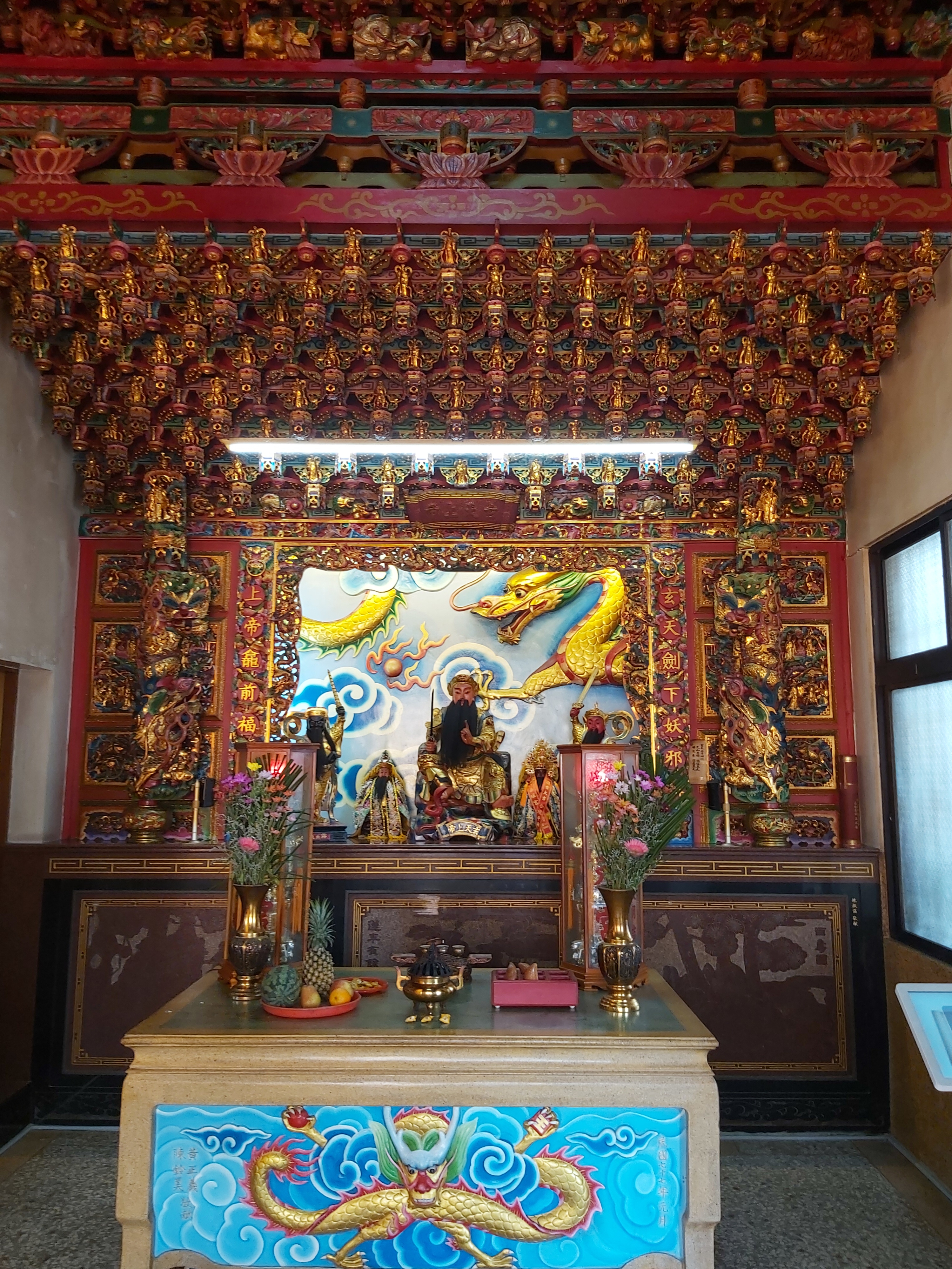
玄天上帝
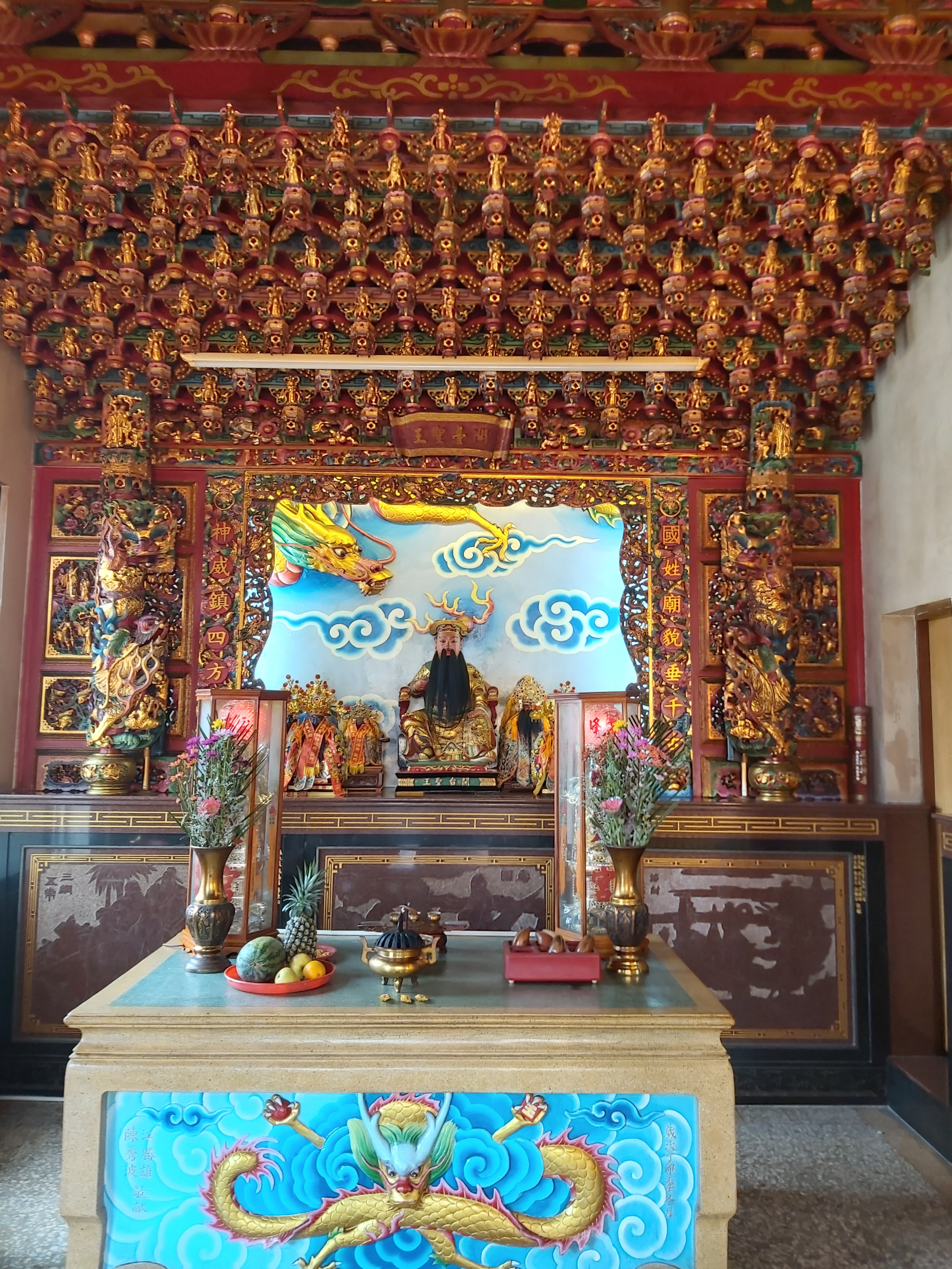
開臺聖王

## 外部連結
- 霧峰區南天宮—台灣媽祖聯誼會
- 霧峰南天宮的Facebook專頁
- 霧峰南天宮的Instagram帳戶